# Cycnia
Genre
Cycnia est un genre de lépidoptères (papillons) de la famille des Erebidae et de la sous-famille des Arctiinae.

## Liste des espèces
Selon FUNET Tree of Life (1 novembre 2020) :
- Cycnia niveola (Strand, 1919)
- Cycnia tenera Hübner, 1818
- Cycnia collaris (Fitch, 1857)
- Cycnia oregonensis (Stretch, 1874)